# Diocesi di Gospić-Segna
La diocesi di Gospić-Segna (in latino Dioecesis Gospiciensis-Seniensis) è una sede della Chiesa cattolica in Croazia suffraganea dell'arcidiocesi di Fiume. Nel 2021 contava 58.312 battezzati su 67.517 abitanti. È retta dal vescovo Marko Medo.

## Territorio
La diocesi comprende la parte meridionale della regione di Karlovac e quella settentrionale della regione della Lika e di Segna in Croazia, oltre al villaggio di Zavalje, in Bosnia ed Erzegovina.
Sede vescovile è la città di Gospić, dove si trova la cattedrale dell'Annunciazione della Beata Vergine Maria; a Segna sorge la concattedrale dell'Assunzione della Beata Vergine Maria.
Il territorio è suddiviso in 86 parrocchie, distribuite in 6 decanati: Gospić, Ogulin, Otočac, Segna, Slunj e Udbina.

## Storia
La diocesi di Gospić-Segna è stata eretta il 25 maggio 2000 con la bolla Ad Christifidelium spirituali di papa Giovanni Paolo II, in seguito a una divisione dell'arcidiocesi di Fiume-Segna, che ha dato origine anche all'arcidiocesi di Fiume.
Fino al 27 luglio 1969 Segna era stata una diocesi indipendente ed unita a Modruš.

## Cronotassi dei vescovi
Si omettono i periodi di sede vacante non superiori ai 2 anni o non storicamente accertati.
- Mile Bogović † (25 maggio 2000 - 4 aprile 2016 ritirato)
- Zdenko Križić, O.C.D. (4 aprile 2016 - 8 settembre 2023 nominato arcivescovo di Spalato-Macarsca)
- Marko Medo, dal 7 ottobre 2024

## Statistiche
La diocesi nel 2021 su una popolazione di 67.517 persone contava 58.312 battezzati, corrispondenti all'86,4% del totale.
| anno | popolazione | popolazione | popolazione | presbiteri | presbiteri | presbiteri | presbiteri                | diaconi | religiosi | religiosi | parrocchie |
| anno | battezzati  | totale      | %           | numero     | secolari   | regolari   | battezzati per presbitero | diaconi | uomini    | donne     | parrocchie |
| ---- | ----------- | ----------- | ----------- | ---------- | ---------- | ---------- | ------------------------- | ------- | --------- | --------- | ---------- |
| 2000 | 69.000      | 73.000      | 94,5        | 42         | 34         | 8          | 1.642                     |         | 8         | 11        | 83         |
| 2001 | 82.000      | 104.000     | 78,8        | 47         | 39         | 8          | 1.744                     |         | 9         | 14        | 83         |
| 2002 | 82.000      | 104.000     | 78,8        | 49         | 41         | 8          | 1.673                     |         | 11        | 14        | 84         |
| 2003 | 81.000      | 102.000     | 79,4        | 50         | 41         | 9          | 1.620                     |         | 13        | 14        | 84         |
| 2004 | 81.000      | 102.000     | 79,4        | 52         | 41         | 11         | 1.557                     |         | 14        | 15        | 85         |
| 2006 | 81.000      | 102.000     | 79,4        | 51         | 37         | 14         | 1.588                     |         | 16        | 16        | 85         |
| 2013 | 66.172      | 78.747      | 84,0        | 51         | 42         | 9          | 1.297                     |         | 9         | 13        | 85         |
| 2016 | 58.511      | 67.628      | 86,5        | 48         | 38         | 10         | 1.218                     |         | 10        | 8         | 85         |
| 2019 | 56.000      | 66.007      | 84,8        | 49         | 36         | 13         | 1.142                     |         | 14        | 12        | 86         |
| 2021 | 58.312      | 67.517      | 86,4        | 51         | 41         | 10         | 1.143                     |         | 11        | 10        | 86         |